# الزريبة (تدرارة)
الزريبة هو دُوَّار يقع بجماعة تحناوت، إقليم الحوز، جهة مراكش آسفي في المملكة المغربية. ينتمي الدوّار لمشيخة تدرارة التي تضم 13 دوار. يقدر عدد سكانه بـ 828 نسمة حسب الإحصاء الرسمي للسكان والسكنى لسنة 2004.

## روابط خارجية
- البوابة الوطنية للجماعات الترابية
- المندوبية السامية للتخطيط